# Henryk Rossa
Henryk Rossa (ur. 5 kwietnia 1943 w Magdeburgu) – polski prawnik, adwokat, obrońca w procesach politycznych w okresie PRL, senator II kadencji.

## Życiorys
W 1967 ukończył studia na Wydziale Prawa Uniwersytetu Wrocławskiego. W latach 1969–1970 odbył aplikację sędziowską, następnie od 1970 do 1973 aplikację adwokacką. Do 1980 był adwokatem w zespole adwokackim w Lubinie, następnie rozpoczął praktykę we Wrocławiu. Przed 1989 był obrońcą działaczy „Solidarności” z Dolnego Śląska w procesach politycznych, wśród nich Władysława Frasyniuka i Józefa Piniora. W latach 90. reprezentował w tzw. procesie lubińskim rodziny ofiar zabitych przez milicjantów podczas demonstracji w Lubinie w dniu 31 sierpnia 1982. Uczestniczył w komitetach pomocy osobom internowanym i represjonowanym.
W latach 1991–1993 sprawował mandat senatora II kadencji z ramienia Porozumienia Obywatelskiego Centrum, wybranego z województwa wrocławskiego. Następnie wycofał się z działalności politycznej.
W latach 1998–2001 był prezesem Sądu Dyscyplinarnego Izby Wrocławskiej. Od 2001 do 2007 pełnił funkcję dziekana Okręgowej Rady Adwokackiej we Wrocławiu.
W 1998 odznaczony Krzyżem Kawalerskim Orderu Odrodzenia Polski. W 2016 uhonorowany Wielką Odznaką Adwokatura Zasłużonym.